# Marc Marzenit
Marc Martínez, conegut com a Marc Marzenit (Barcelona, 27 de març de 1983) és un discjòquei i productor musical català.

## Carrera

### Primers passos
Al voltant dels nou anys i després d'haver escoltat durant anys música de la botiga de discs del seu pare, com The Alan Parsons Project o Pink Floyd en un tocadiscos infantil, Marc Marzenit ja intentava infructuosament controlar un Atari 1040ST a través d'un teclat Casio PT1 connectat al jack dels auriculars.

### Educació musical
L'any 1995, amb 11 anys, deixa Barcelona i s'instal·la a Mollerussa, on estudià set anys de solfeig i piano a l'escola municipal de música. Des de llavors s'inicia en la composició de música clàssica i li cau a les mans el seu primer sintetitzador, un Casio HT-6000. Als 15 anys, aconsegueix el seu primer Ordinador personal, fet que l'impulsa a la creació de Música electrònica mitjançant programes com Audio Mulch, Cubase o l'antic Fruity Loops.
Visità el Sónar per primer cop l'any 1998, i fou l'afortunat guanyador del sorteig d'un sampler Akai Remix 16, el qual amplià notablement els seus recursos per a la producció de música electrònica. Més tard, va realitzar un curs de Cubase a la Universitat de Lleida, on es va haver d'inscriure amb el nom de la seva mare perquè encara era menor d'edat. Mentrestant, ja disposava de reproductors de CD per tal de fer sonar les seves primeres produccions als locals de la zona, on començà a adquirir experiència de cara al públic. Més endavant, compaginà estudis superiors amb treballs de tècnic de so, projectes radiofònics i audiovisuals i també impartí classes de producció audiovisual.

### Època recent
La seva carrera prengué consistència quan començà a punxar cada dos mesos al club Zoreks d'Alcarràs i entrà en contacte amb altres discjòqueis de renom com David Carreta, Funk D'void o Alex Under. El punt d'inflexió de la seva carrera tingué lloc la nit de Nadal de 2005, quan va presentar el seu directe a la discoteca Florida 135. La seva actuació tingué força ressò en els cercles de la música electrònica i aviat passà a formar part de l'agenda de Fran Balsa, un mànager internacional. D'aquesta manera, l'abril de 2006 viatjà a Berlín per presentar un DJ set als clubs Zurmöbelfabrik i Pulp Mansion, on coincidí amb Xema Belmonte, Sergio Rodrigo i Jordi Sansa, amb qui fundà el segell Paradigma Musik, dedicat principalment a donar una oportunitat editorial a disckòqueis nous al panorama musical del moment.

#### Suite on Clouds
Aquest és el nom d'un projecte paral·lel de Marc Marzenit, en el qual es proposà unir música clàssica i electrònica. Concebut al voltant de 2006 i presentat en un estadi inicial al SónarPub 2008, l'estrena tingué lloc el 3 de desembre de 2011 a l'auditori Enric Granados de Lleida.
| « | Suite on Clouds Raw Ensemble és un projecte multidisciplinari on s'integren músics en directe, disseny de llums, escenografia, visuals i tecnologia. Va més enllà d'ún concert, aquest projecte és un espectacle d'art contemporani que es desmarca per complet de les pistes de ball. No són adaptacions dels meus temes com a Marzenit, sinó que això és completament nou i d'un estil completament diferent. És el projecte més ambiciós que he tingut fins ara. | » |

## Discografia

### Obra pròpia
- 2006: Trozitos de Navidad (Paradigma Musik) EP & Trozitos de Navidad (Primavera Remix)
- 2006: Music Save Me (Paradigma Musik) EP
- 2007: Spheere (Regular) EP
- 2007: Today is Yesterday (Regular) EP & Today is Yesterday (Claustrophobia Remix)
- 2009: Second Vision – col·laboració amb Henry Saiz (Sudbeat) Visions EP
- 2009: Angels Die (Sudbeat) Visions EP
- 2009: Soul Fog (Sudbeat) Visions EP
- 2009: I Don't Wanna Be a Hype (Paradigma Musik) From The Deep
- 2009: Not Assigned (Bedrock Records) Bedrock Eleven
- 2009: Expiritualized (Bedrock Records) Bedrock Eleven
- 2009: Unexpiritualized (Bedrock Records) Bedrock Eleven
- 2009: ITS Caracas (Paradigma Musik) Paradigma 014
- 2010: Maya Colors (Cocoon Digital) Maya & Tulku EP
- 2010: Tulku (Cocoon Digital) Maya & Tulku EP
- 2010: Motor (Cocoon Digital) Maya & Tulku EP
- 2010: Neo Galaxy (Bedrock Records) Bedrock Structures
- 2011: 10,000 Fears
- 2014: To Love Until We Say Goodbye[5]

### Aparicions en obres col·lectives
- 2006: Electro Thinks (Votox Records) Votox No1 Welxxcome
- 2006: Trozitos de Navidad (Trax Magazine) Trax #30
- 2006: Remixer (Miga) Exponencial
- 2006: Remixer (Micromix) Ferik - Micromix 70
- 2006: Remixer (Zerinnerung) Stimulux - Southern Sounds Vol. 2
- 2007: Trozitos de Navidad Primavera Remix (Songbird) Tiësto - In Search Of Sunrise 6: Ibiza
- 2007: Spheere (Renaissance) John Digweed - Transitions Vol. 3
- 2007: Trozitos de Navidad Primavera Remix (Black Hole Recordings) Mr Sam - Opus
- 2007: Trozitos de Navidad (The Sound of Everything) Concealed Truth
- 2007: Trozitos de Navidad (Icic) Electronic Music from Catalonia - De Catalunya 2007
- 2008: Trozitos de Navidad (121 Records) La Plage Des Bikinis
- 2009: I Don't Wanna Be A Hype (Paradigma Musik) From The Deep
- 2009 : Not Assigned (Cocoon Recordings) Sven Väth - In The Mix - The Sound Of The 10th Season
- 2009: Not Assigned, Expiritualized & Unexpiritualized (Bedrock Records) John Digweed - Bedrock Eleven
- 2009: Soul Fog & Second Vision (Renaissance) Hernán Cattáneo - Renaissance: The Masters Series Part 13
- 2010: Neo Galaxy (Bedrock Records) John Digweed - Structures
- 2010: Saint Two (Renaissance) Hernán Cattáneo - Renaissance: The Masters Series Part 16 - Parallel
- 2010: ITS Caracas (Paul Ritch Remix), (Kontor Records) Felix Kröcher - Discover

### Remescles
- 2008: Together (Marc Marzenit Remix) Simon & Shaker - Surfaces #1: Plastic (Armada Music)
- 2008: We Are Losing Touch (Marc Marzenit Remix) bRUNA - Heartache E.P. (Paradigma Musik)
- 2008: Vancouver (Marc Marzenit Remix) – Henry Saiz (Catalan! Music, ICIC)
- 2008: Together (Marc Marzenit Remix) Funkagenda - Together (Shelvin Records)
- 2008: Vancouver (Marc Marzenit Remix) Henry Saiz - Vancouver (Natura Sanoris)
- 2010: Ripple (Marc Marzenit Remix) Max Cooper - Expressions Remixes (Traum Schallplatten)
- 2010: Bloody Hands (Marc Marzenit Remix) Peter Horrevorts - Bloody Hands EP (Gem Records)
- 2010: Neo (Marc Marzenit Remix) Simon & Shaker - Space Of Sound Festival 2010 (Blanco y Negro)
- 2010: Bloody Hands (Marc Marzenit Monster Remix) Wally Lopez - Global Underground (Global Underground Ltd.)
- 2010: Bloody Hands (Marc Marzenit Monster Mix) Pan-Pot - OHMcast 028 (OnlyHouseMusic)
- 2010: Bloody Hands (Marc Marzenit Remix) Secret Cinema - Welcome To My Club - 1st Issue (Gem Records)
- 2011: Mutant (Marc Marzenit Haunted House Remix) – Patch Park (Ground Factory Records)
- 2011: Aurora Borealis (Henry Saiz & Marc Marzenit Remix) - Ian O'Donovan (Bedrock Records)
- 2011: ID (Marc Marzenit Remix) - Monaque (microCastle)